# Fetish (erotismo)

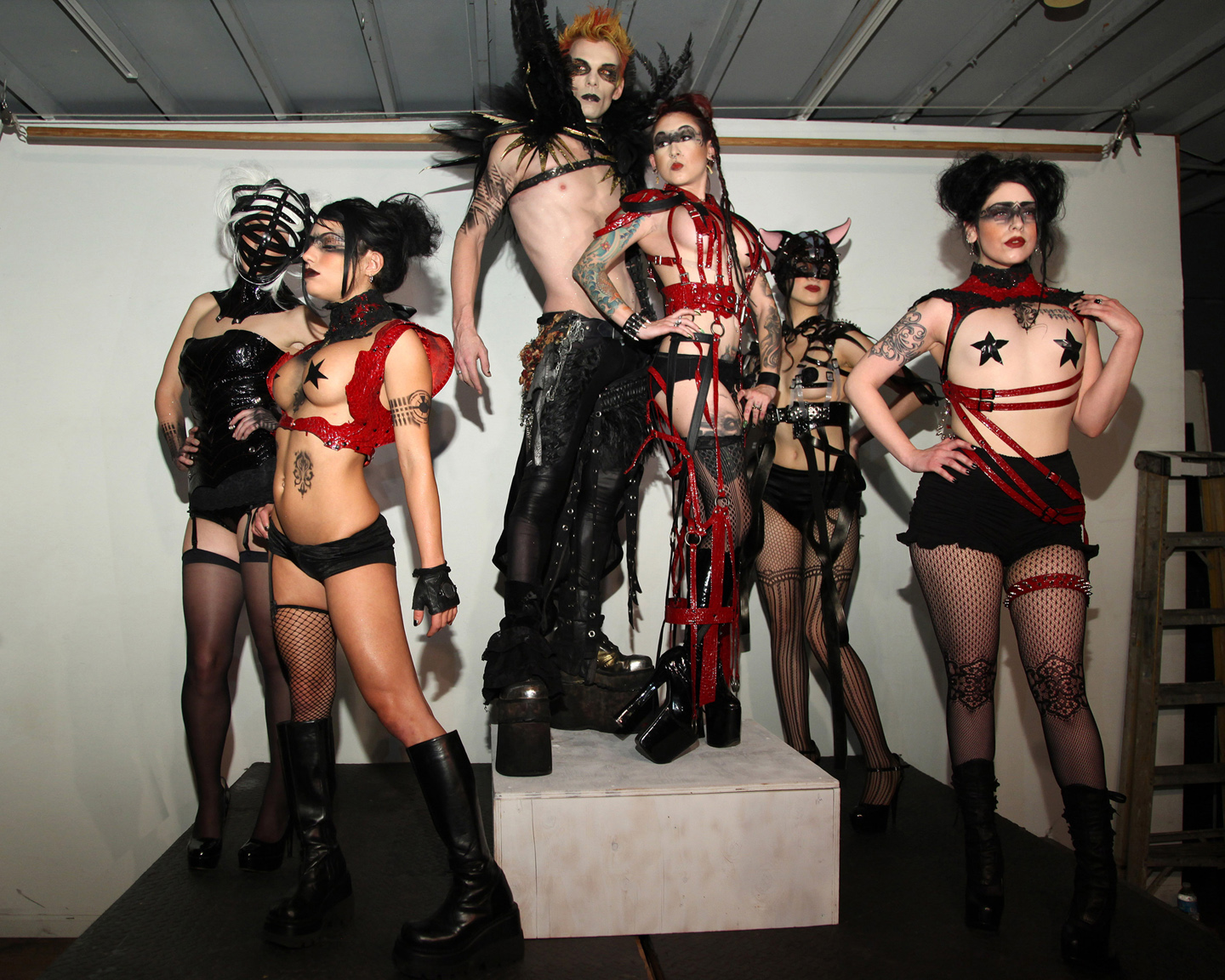
Esibizione di moda fetish

Il fetish è un approccio alla sessualità che, rifacendosi ad alcuni elementi tipici del feticismo, risulta caratterizzato dalla rilevanza erotizzante attribuita a determinati tipi d'abbigliamento, in genere intimo - come corsetti, calze e simili - e al materiale di cui essi sono realizzati, come la gomma, il cuoio, il latex, il PVC e così via.

## Caratteristiche
Il fetish, quindi non si caratterizza per la predilezione per una o più specifiche pratiche sessuali, quanto piuttosto per la ricerca di determinate situazioni in cui la componente estetica è senz'altro centrale.

Una particolare variante del fetish è quella in cui l'elemento caratterizzante è costituito da divise o uniformi, siano esse militari (o simili, come divise da poliziotto), o civili: solitamente abiti da infermiera, da scolara o da cameriera, oppure abiti ecclesiastici e altro.

## Indumenti e materiali utilizzati
Nero e, in minor misura, rosso o il bianco sono i colori prevalentemente preferiti e utilizzati.
Guanti e scarpe femminili, dal tacco molto alto, sono altri accessori fondamentali per l'estetica fetish. E lo stesso per gli stivali (anche in questo caso prevalentemente femminili), specie se fascianti l'intera gamba.

## Nell'arte
Rilevanti esempi di erotismo fetish si trovano nella produzione cinematografica del regista Andrew Blake e nella serie fumettistica Valentina realizzata da Guido Crepax.
Di notevole interesse sono anche le coniugazioni del fetish proprie dell'erotismo gay, cui un'impronta molto forte è stata data dalla produzione del disegnatore Tom of Finland: i suoi muscolosi marinai, motociclisti, soldati sono diventati un archetipo dell'erotismo fetish, ripreso ad esempio nel celeberrimo film Querelle de Brest di R. W. Fassbinder.